# Танзим (Ливан)
Танзи́м (араб. التنظيم‎ — «организация») — правохристианская радикальная националистическая политическая организация и милиция, существовавшая в Ливане во время гражданской войны в 1975—1990 годах.

## Основание
Организация «Танзим» основана в 1969 году небольшой группой молодёжи, несогласной с Каирским соглашением (заключено 2 ноября 1969 года между Ясиром Арафатом и главкомом армии Ливана генералом Эмилем Бустани при посредничестве президента Египта Гамаля Абдель Насера; де-факто легитимизировало присутствие на территории Ливана Организации освобождения Палестины). Данная группа откололась от партии «Катаиб», так же выступавшей против ООП, но отказавшейся организовывать общенациональную военную подготовку и вооружение ливанского населения.
Лидером «Танзим» стал Обад Зуэйн, его ближайшими помощниками — Азиз Тарабей, Самир Насиф и Фаузи Махфуз (также известный, как Абу Рой). Все они являлись бывшими членами молодёжного отделения «Катаиб», ветеранами Ливанского кризиса 1958 года и сторонниками создания паравоенного формирования для поддержки армии Ливана.
Вскоре после создания группа переехала в столицу, открыв штаб-квартиру в Ашрафийе — христианской части Бейрута, где начала вербовать членов среди гражданского населения, преимущественно из верхнего и среднего класса. Благодаря высокому уровню образования многих участников, в 1970—1971 гг. у «Танзим» появилось политическое крыло — «Движение кедров».

## Структура
Основатели «Танзим» отвергли моноцентристское устройство организации, типичное для всех существовавших на тот момент партий и политических движений Ливана. Все решения принимались коллегиально «Командным советом». Тем не менее, подобная система не мешала усилению влияния некоторых из участников, например, физика Фуада Шемали в 1972 году, уступившему свои позиции адвокату Жоржу Адуану в 1973.
Занимаясь с 1969 года вместе с партией «Катаиб» тайной военной подготовкой христианских добровольцев в лагерях в Кесеруане (Горный Ливан), в первой половине 1970-х гг. организация стала создавать собственное военное крыло со штабом в Декуане (на востоке от Бейрута). Несмотря на то, что к 1977 году военную подготовку в лагерях «Танзим» прошли около 15 000 мужчин и женщин (подавляющее большинство из них не стало служить в «Танзим», а перешло в другие христианские милиции), организация допускала к подготовке далеко не всех. Это объяснялось секретностью обучения (сопровождавшейся тщательным изучением биографии кандидата) и дефицитом средств (каждый участник проходил обучение за свой счёт).
Организация получала поддержку от некоторых структур из Иордании и Израиля. Также некоторые исследователи полагают, что тесные связи руководства «Танзим» с христианским генералитетом армии Ливана свидетельствуют о прямом участии последнего в формировании организации.
После начала гражданской войны в 1975 году силы организации были поделены на автономные мобильные группы из нескольких дюжин бойцов, получившие названия «Танзим района X» или «Танзим района Y». «Танзим» и Стражи кедров —  организации, присутствовавшие на всех фронтах и не устанавливавшие при этом собственное правление на той или иной территории (в отличие от некоторых других милиций).

## Политическая ориентация
Так как в «Танзим» входили члены партии «Катаиб», Национал-либеральной партии Камиля Шамуна и других политических движений, а также беспартийные, официальная идеология «Танзим» базировалась на целостности Ливана, как суверенного межнационального государства. На эмблеме организации была изображена карта Ливана, с расположенным в центре кедром и фразой «Любим его, работаем для него». В действительности же организация была преимущественно маронитской, антикоммунистической, прозападной и отрицающей панарабизм.
В начале 1970-х гг. организация придерживалась идеологии крайнего национализма, так же, как, например, «Стражи кедров», резко выступая против палестинского (позднее — сирийского) влияния на политику Ливана. Однако национализм «Танзим» был не настолько радикален, как тех же «Стражей кедров», издававших документы на так называемом «Ливанском языке» с использованием латинского алфавита.

## В начале гражданской войны
Как военная сила «Танзим» впервые заявила о себе в мае 1973 года во время столкновений в южном пригороде Бейрута, когда присоединилась к армии Ливана, противостоявшей бойцам ООП, стремившимся захватить эту территорию. Однако собственные операции, не зависящие от армейского командования, «Танзим» смогла проводить только с началом гражданской войны в 1975 году.
Хорошая дисциплина позволила организации активно участвовать в деятельности правохристианского Ливанского фронта. Состоящая из 200 активных членов милиция принимала участие в самых тяжёлых боях в восточном Бейруте, а также в Карантине и Тель-аль-Заатаре.
После фактического распада армии Ливана в марте 1976 года «Танзим» вызвалась охранять армейские казармы в христианских районах восточного Бейрута, а также здания Министерства обороны и Генерального штаба в Ярзе. «Танзим» видела в этом возможность улучшить собственные вооружённые силы. К марту 1976 года организация состояла из 1500 мужчин и женщин, некоторые из членов были бывшими военнослужащими ливанской армии. Вооружение организации пополнилось несколькими бронетранспортёрами, грузовиками с установленными на них крупнокалиберными пулемётами, а также малокалиберными автоматическими пушками и безоткатными орудиями.
Тогда же в марте «Танзим» начала участвовать в тяжёлых боях в Горном Ливане против объединённых сил Ливанского национального движения, часто используемая в качестве «пожарной команды» для закрытия промежутков на фронте.

## Интеграция в «Ливанские силы»
Сирийское военное вмешательство в июне 1976 года и его молчаливое одобрение Жоржем Адуаном (совмещавшего к тому времени руководящую роль в «Танзим» с постом генерального секретаря Ливанского фронта) раскололи организацию на просирийскую фракцию (возглавляемую Адуаном) и антисирийскую (возглавляемую Фаузи Махфузом и Обадом Зуэйном). Махфуз и Зуэйн сыграли важную роль в предотвращении кровопролития между этими двумя фракциями.
В конце 1976 года Адуан был отстранён от руководства организацией, после чего при поддержке Сирии создал собственную «Партию Танзима» — милицию, состоявшую из 200 бойцов. Однако уже во время Стодневной войны в начале 1978 года бо́льшая часть бойцов «Партии» перешла на сторону «Танзим», а сирийские войска отступили из восточного Бейрута, для помощи в контроле над которым Сирия и поддержала Адуана.
В 1977 году военное крыло «Танзим» было интегрировано в «Ливанские силы» под руководством Башира Жмайеля, одним из заместителей которого стал Фаузи Махфуз, а генеральным секретарём «Танзим» — Обад Зуэйн. В феврале 1978 года бойцы «Танзим» сыграли ключевую роль в вытеснении соединений Вооружённых сил Сирии из восточного Бейрута, населённого христианами.
Политическое крыло «Движение кедров» осталось независимым, и в 1979 году было трансформировано в партию «Танзим: движение ливанского сопротивления».

## Последние годы
В связи с кризисом в «Ливанских силах» в конце 1980-х гг. «Танзим» стала участвовать в работе Центрального бюро национальной координации Ливана — зонтичной организации для нескольких политических группировок и ассоциаций, сплотившихся в поддержке временного правительства генерала Мишеля Ауна.
После изгнания Ауна во Францию в 1990 году некоторые члены «Танзим» также были вынуждены покинуть Ливан. Многие же из оставшихся перешли в созданное Ауном «Свободное патриотическое движение» — более широкую антисирийскую христианскую политическую коалицию, внёсшую серьёзный вклад в «Революцию кедров» 2005 года, вынудившую Сирию вывести свои войска из Ливана.